# Adrian Albinus
Adrian Albinus (auch Hadrian Albinus, eigentlich Weiß; * 21. Oktober 1513 in Lauban; † 4. Juli 1590 in Küstrin) war ein deutscher Rechtswissenschaftler.

## Leben
Albinus besuchte die Schule in Schweidnitz und studierte an der Universität Krakau, wo er Magister wurde und ein juristisches Studium abschloss. Danach ging er als Lehrer an die Breslauer Schule St. Elisabeth. Im Sommersemester 1532 immatrikulierte er sich an der Universität Wittenberg, als Hofmeister des Kilian Metzler, hörte hier Vorlesungen von Hieronymus Schurff und arbeitete als Druckereikorrektor. Mit seinem Schüler Metzler reiste er nach Italien, wo er an der Universität Bologna zum Doktor der Rechte promovierte und verweilte auch an der französischen Universität Orléans.
Im Wintersemester 1541 war er an der Universität Leipzig, wo er Privatvorlesungen hielt und heiratete dort 1542. Im Sommersemester 1543 zog er an die Brandenburgische Universität Frankfurt, an der er am 8. September Professor für die Institutiones Iustiniani und am 29. Oktober 1544 für die Pandekten wurde. Im Wintersemester 1543/1544 bekleidete er das Rektorat der Hochschule. Am 2. September 1545 wurde er Rat des Markgrafen Johann (Brandenburg-Küstrin).
Nachdem er 1567 Anna (1547–1591), die Tochter des Kanzlers der Neumark Guarus Weigand, geheiratet hatte, verstarb er nach einiger Zeit seines Wirkens.